# シメオン族

ポルトガル語のスケッチ、シメオンの名が書かれている

シメオン族（シメオンぞく、ヘブライ語: שבט שמעון）はイスラエルの12支族の一部族である。ヤコブの子シメオンを祖とする。紀元前1200年頃のイスラエル部族によるカナン征服の後、ヨシュアはイスラエルの12の部族にそれぞれ土地を割り当てた。シメオン族に与えられた土地はカナンの南西にあり、ユダ族の領地と東と南で接していた。ユダ族の領地との境界は曖昧であり、ヨシュア記によればシメオン族の相続地はユダ族の割り当て地の内にあった。シメオン族はユダ王国の非主流の部族の一つだった。

## 起源

イスラエルの12支族のカナンにおける領地

トーラーによると、シメオン族はヤコブとレアの第2子であるシメオンの直系の子孫によって構成されており、シメオンの名よりシメオン族と呼ばれる。しかし、一部の聖書学者はこれをポストディクションであり、イスラエル連合における他の部族との関連性を説明するための起源論的なエポニム、メタファーであると見ている。聖書学者は、シメオン族が原初のイスラエル連合の部族の中の一つであると聖書の著者は見ていたと信じている。しかし、シメオン族は古代のデボラの歌（士師記第5章）では言及されておらず、一部の学者はシメオン族が当初は独立した部族として考えられていなかったのではないかと考えている。イスラエル・フィンケルシュタインによると、デボラの歌の書かれた時代にはシメオン族のいたカナンの南方地域は他の部族から離れた場所に位置する取るに足らない辺境だったとしている。

## 特徴
歴代誌から得られる情報としては、シメオン族が一つの場所に固定されていないことが分かる。歴代誌上の第4章ではシメオン族の一部のメンバーが南方へ移住し、ゲドルにおいてよい牧草地を見つけたとされる。また、ヒゼキヤの支配の間にシメオン族の一部がメウニム人の土地へ行き、彼らを虐殺して土地を奪ったとされる。シメオン人の内500人はセイル山 (en)へ移住し、そこに定住していたアマレク人を虐殺したともされている。十数個の町と、ベエル・シェバを含める、シメオン族の領地は、ユダ族によって保持されており、シメオン族はかなり早い段階でユダ族に吸収されていたものと考えられている。
ミドラーシュによると、他のイスラエル族の多くの家族は、シメオン族の夫を亡くし寡婦となったシメオン族の女性からの子孫であるとされる。
シメオン族は砂漠での放浪の間、最も強い部族の一つであり、そのシンボルはシュケムの町を象徴している門のそれである。

## 運命
シメオン族に与えられた町はヨシュア記において指定されている。しかし、同書の別の記述ではこれらの町のいくつかはユダ族のものとされている。一部の本文批評学者は、ヨシュア記がいくつかの原文から繋ぎ合わされたものであると見ており、町のリストが重複するこの特定のケースは、それぞれ時期の異なる文献がつなぎ合わされたために生じたと考えている。
シメオンの部族はレビの部族のように、シュケムでの虐殺の罰としてイスラエルの部族の中に散らされると定められた。レビ族は司祭として全イスラエル中に散らされたのに対し、シメオン族はユダ族の中に散らされた。民数記に記述される2回の人口調査において、シメオン族は出エジプトの際には、軍務につくことのできる成人男子は59,300人であり、その数は12部族のうち第3番目だったが、第2回目の人口調査では22,200人と半減して最下位となり、シメオン族の規模は劇的に減少した。聖書では一回目の人口調査を出エジプト時に配置するが、本文批評学者は、この記述がおよそ紀元前700から600年の期間の司祭資料に由来するものだと見ている。シメオン族の名前は申命記に記されたモーセの祝福には一切出て来ないため、本文批評学者は、申命記文書作者の時代はこれらの人口調査が行われるよりも後の時代であると考えている。七十人訳聖書の写本は、ヘブライ語写本に基かない記述であるシメオンの名を申命記第33章6節の後半部分に挿入することで、この点を修正しようとしたことが見受けられると、学者は見ている。
聖書においてシメオン族の衰退は、シュケムにおいてディナが強姦された際のシメオンの行った虐殺に対する神の罰であるように記述され、ディナ自身はシメオンの不幸を説明する原因譚的な神話として、後に作られたものであると見られている。ヤコブの祝福において、その罰によってシメオン族が分けられ、散らされると預言されている。本文批評学者は、ヤコブの祝福が紀元前9 - 8世紀 (900-701 BC)頃の期間に書かれ、シメオン族が衰退していたのと同時期に書かれたと信じており、ポストディクションであると見ている。
シメオン族はユダ王国の一部として、最終的にバビロン捕囚を受けた。バビロン捕囚が終わった時には、シメオン族とユダ王国の他の部族との区別を失い、ユダヤ人と共通のアイデンティティを持つようになった。にもかかわらず、ミドラーシュの外典によると、シメオン族はバビロニアからアクスム王国（現在のエチオピア）のthe dark mountainsの背後に追放されたと主張している。